# Dado Cherem
Luiz Eduardo Cherem, conhecido como Dado Cherem, (Brusque, 6 de junho de 1958) é um político brasileiro filiado ao PSDB.

## Carreira política
- 1989 - eleito vereador (Balneário Camboriú - Legislatura 1989-1992)
- 1992 - eleito vice-prefeito (mandato 1993-1996)
- 1996 - exerceu a função de prefeito devido ao afastamento do titular.
- 2002 - eleito deputado estadual com 20.674 votos (15ª legislatura (2003 — 2007))
- 2003 - eleito vice-presidente do Diretório Estadual do PSDB (2003-2005)
- 2004 - nomeado pelo governador Luiz Henrique da Silveira no cargo de secretário de estado da Saúde.
- 2006 - reeleito deputado estadual com 44.232 votos (16ª legislatura (2007 — 2011))
- 2010- reeleito deputado estadual com  57.684 votos (legislatura 2011-2014)
- 2014- Eleito para o cargo de Conselheiro do Tribunal de Contas de SC[2]

Ocupou, ainda, as seguintes funções públicas:
- Presidente do Diretório Municipal do PSDB de Balneário Camboriú
- Secretário municipal de Obras e Secretário Municipal da Saúde (governo Leonel Pavan)
- Assessor parlamentar